# Jahko
Jahko är en ö i Finland. Den ligger i sjön Muuratjärvi och i kommunen Jyväskylä i den ekonomiska regionen  Jyväskylä  och landskapet Mellersta Finland, i den södra delen av landet, 220 km norr om huvudstaden Helsingfors. Öns area är 28,8 hektar och dess största längd är 1 kilometer i sydväst-nordöstlig riktning.